# Calibrachoa missionica
Calibrachoa missionica är en potatisväxtart som beskrevs av João Renato Stehmann och Semir. Calibrachoa missionica ingår i släktet Calibrachoa och familjen potatisväxter. Inga underarter finns listade i Catalogue of Life.